# Tōjima Tanzaburō wa Kamen Rider ni Naritai
Tōjima Tanzaburō wa Kamen Rider ni Naritai (東島丹三郎は仮面ライダーになりたい Tōjima Tanzaburō wa Kamen Raidā ni Naritai?) es una serie de manga japonesa escrita e ilustrada por Yokusaru Shibata, con la colaboración de Toei e Ishimori Productions. Comenzó a publicarse en la revista de manga seinen Monthly Hero's, de Hero's Inc., en mayo de 2018. Tras su cierre en octubre de 2020, se trasladó al sitio web de Comiplex en noviembre del mismo año. Una adaptación televisiva de anime, producida por Liden Films, se estrenará en octubre de 2025.

## Personajes
Tanzaburo Tojima (東島 丹三郎 Tōjima Tanzaburō?)
 Seiyū: Katsuyuki Konishi
Yuriko Okada (岡田 ユリコ Okada Yuriko?)
 Seiyū: Ai Kayano
Ichiyo Shimamura (島村 一葉 Shimamura Ichiyo?)
 Seiyū: Kenichi Suzumura
Mitsuha Shimamura (島村 三葉 Shimamura Mitsuha?)
 Seiyū: Soma Saito
Yukarisu (ユカリス?)
 Seiyū: Fairouz Ai

## Contenido de la obra

### Anime
Una adaptación al anime producida por Aniplex se anunció el 7 de marzo de 2025. Posteriormente se reveló que se trataría de una serie de televisión animada por Liden Films y dirigida por Takahiro Ikezoe, con guiones de Touko Machida, diseño de personajes de Cindy H. Yamauchi y música de TeddyLoid. Su estreno está previsto para octubre de 2025 en Tokyo MX y otras cadenas. Crunchyroll obtuvo la licencia de la serie en América del Norte, América Central, América del Sur, Europa, África, Oceanía, Oriente Medio, CEI y Subcontinente indio.